# I'm Only Sleeping
I'm Only Sleeping is een lied van het schrijversduo Lennon-McCartney dat in 1966 is uitgebracht door de Britse popgroep The Beatles op het album Revolver. Het lied is voornamelijk geschreven door John Lennon. Over het thema 'slapen' schreef Lennon later nog een lied, I'm So Tired, dat is verschenen op The Beatles uit 1968.
Opmerkelijk aan I'm Only Sleeping is dat het twee door George Harrison achterstevoren gespeelde gitaarsolo's bevat. Het idee hiervoor ontstond toen een geluidstechnicus een tape, die verkeerd om in de bandrecorder was gedaan, afspeelde. Het geluid van The Beatles' gitaren klonk hierdoor heel anders. De effecten die toen hoorbaar werden, probeerden The Beatles te recreëren op diverse nummers, waaronder I'm Only Sleeping.
De gitaarsolo die Harrison speelt op I'm Only Sleeping is consistent met de rest van het lied, doordat hij de solo die hij wilde spelen achterstevoren noteerde en vervolgens op deze manier speelde. Nadat de solo was gespeeld, werd de bandopname weer omgedraaid en in het nummer gemixt. Hierdoor ontstond een gitaarsolo die paste bij de rest van het nummer, maar wel de geluidseffecten van een omgedraaide bandopname bevat.
Op het verzamelalbum Anthology 2 uit 1996 zijn twee versies van I'm Only Sleeping uitgebracht die The Beatles op 29 april 1966 opnamen. Op de eerste versie is te horen hoe The Beatles het lied oefenen. Opvallend is dat hierbij een vibrafoon gebruikt wordt, een instrument dat op de definitieve versie van het lied niet te horen is. De tweede versie is de eerste echte take van het lied die The Beatles die dag opnamen. Overigens hadden The Beatles twee dagen eerder ook al elf takes van I'm Only Sleeping opgenomen. De nieuwe takes zouden niet gebruikt worden op het uiteindelijke album.

## Andere uitvoeringen
Suggs, zanger van de ska-popband Madness, nam een cover op voor zijn solo-album The Lone Ranger uit 1995. Hij scoorde er een Britse top 10-hit mee.

## Credits
- John Lennon - zang, akoestische gitaar
- Paul McCartney - basgitaar, achtergrondzang
- George Harrison - achtergrondzang, gitaar
- Ringo Starr - drums